# 喬治·赫伯特·沃克·布什總統國際外訪
美國第41任總統喬治·赫伯特·沃克·布什自1989年1月20日上任以來，已經有過26趟國際旅行，共前往37個國家。

## 總計
他曾去過的國家訪問次數如下：
- 一次：阿根廷、澳洲、智利、中華人民共和國、哥倫比亞、哥斯大黎加、捷克斯洛伐克、埃及、希臘、匈牙利、馬耳他、墨西哥、巴拿馬、俄羅斯、新加坡、索馬利亞、蘇聯、西班牙、瑞士、土耳其、烏拉圭和委內瑞拉。
- 兩次：比利時、百慕達、巴西、芬蘭、義大利、日本、荷蘭、波蘭、南韓、梵蒂岡。

老布希總統造訪過的國家：
一次
兩次
三次
四次
六次
美國

- 三次：德國、沙特阿拉伯、英國。
- 四次：加拿大。
- 六次：法國。